# Route nationale 752
Die Route nationale 752, kurz N 752 oder RN 752, war eine französische Nationalstraße, die von 1933 bis 1973 zwischen Varades und Cheffois verlief. Ihre Länge betrug 90 Kilometer.